# عنبرماهی بزرگ
عَنبَرماهی بزرگ (نام علمی: Seriola dumerili)، (به ژاپنی: カンパチ Kanpachi) به یکی از انواع گیش‌ماهیان گفته می‌شود. در دریاهای اطراف ژاپن ۴ نوع مختلف از این ماهی یافت می‌شود. این نوع ماهی در آشپزی ژاپنی مصرف می‌شود و یکی از انواع سوشی است. در ژاپن این ماهی یکی از ماهی گرانقیمت به‌شمار می‌آید.
طول ماهی بالغ در حدود یک متر است و حداکثر به یک متر و ۸۰ سانتیمتر می‌رسد. وزن ۸۰٫۶ کیلوگرم نیز از این ماهی به ثبت رسیده‌است.
به زبان ژاپنی کانپاچی نامیده می‌شود و یکی از عناصر سوشی است.